# Crossroad (manga)
Pour les articles homonymes, voir Crossroads.
Crossroad (クロスロード, Kurosurōdo) est un shōjo manga de Shioko Mizuki publié dans Princess et repris en sept volumes de 2003 à 2005 par Akita Shoten. L'édition française est paru en 2008 et 2009 chez Taifu Comics.

## Liste des volumes
| no | Japon            | Japon         | France            | France        |
| no | Date de sortie   | ISBN          | Date de sortie    | ISBN          |
| -- | ---------------- | ------------- | ----------------- | ------------- |
| 1  | 12 juin 2003     | 4-253-19291-2 | 10 juillet 2008   | 9782351802663 |
| 2  | 11 décembre 2003 | 4-253-19292-0 | 25 septembre 2008 | 9782351802687 |
| 3  | 20 mai 2004      | 4-253-19293-9 | 13 novembre 2008  | 9782351802755 |
| 4  | 4 novembre 2004  | 4-253-19294-7 | 22 janvier 2009   | 9782351802885 |
| 5  | 16 mars 2005     | 4-253-19295-5 | 26 mars 2009      | 9782351802977 |
| 6  | 16 août 2005     | 4-253-19296-3 | 28 mai 2009       | 9782351803080 |
| 7  | 16 décembre 2005 | 4-253-19297-1 | 27 aout 2009      | 9782351803370 |

### Documentation
- Hervé Brient, « Crossroad », dans Manga 10 000 Images n°3, Versailles : Éditions H, septembre 2010, p. 189-190.